# Kajetan Rogenmoser
Kajetan Rogenmoser (* 6. Mai 1825 in Oberägeri; † 8. März 1875 ebenda; katholisch, heimatberechtigt in Oberägeri) war ein Schweizer Politiker.

## Biografie
Kajetan Rogenmoser kam am 6. Mai 1825 als Sohn des Säckelmeisters Johann Josef Rogenmoser und der Ida geborene Rogenmoser zur Welt.
Er war von 1855 bis 1874 Gemeindepräsident und 1874/1875 Kirchenrat in Oberägeri. Von 1856 bis 1875 war er zunächst liberales, später konservatives Mitglied des Grossen Rates des Kantons Zug. Parallel gehörte Rogenmoser von 1870 bis 1875 dem Regierungsrat an.
Der vermögende Landwirt Rogenmoser war mit Agatha, der Tochter des Ratsherrn Johann Josef Blattmann, verheiratet. Er verstarb am 8. März 1875 knapp zwei Monate vor Vollendung seines 50. Lebensjahres.